# Яков Лазароски
Яков Лазароски (на македонска литературна норма: Јаков Лазароски) е югославски политик, психолог и университетски професор.

## Биография
Роден е на 18 октомври 1936 година в стружкото село Октиси. През 1959 година завършва Философския факултет в Белград. През 1970 завършва магистратура, а от 1990 година е и доктор.
След дипломирането си работи като индустриален психолог, а след това в Службата за психологически изследвания при Републиканския секретариат за вътрешни работи в Скопие. В Института за социологически и политическо-правни изследвания в Скопие и избран за асистент през 1966 година, а после и за научен сътрудник през 1969 година.
През 1973 година става преподавател във Философския факултет в Скопие, а през 1996 година и за редовен професор. Преподава по педагогическа и социална психология. В отделни периоди е член на Президиума на ЦК на ЮКП и член на ЦК на МКП. От 1986 до 1989 година е председател на председателството на Съюза на комунистите на Македония.
Почива на 16 май 2021 г.